# Académie colombienne d'histoire
L’académie colombienne d'histoire est une institution colombienne fondée le 9 mai 1902 par le ministère de l'Éducation nationale (alors appelé ministère de l'Instruction publique).
Sa principale fonction est l'étude de l'histoire colombienne, en particulier les époques pré-coloniales.